# Vriesea subandina
Vriesea subandina är en gräsväxtart som först beskrevs av Ernst Heinrich Georg Ule, och fick sitt nu gällande namn av Lyman Bradford Smith och Colin Stephenson Pittendrigh. Vriesea subandina ingår i släktet Vriesea och familjen Bromeliaceae. Inga underarter finns listade i Catalogue of Life.